# 蘇伊鯔
蘇伊鯔為輻鰭魚綱鯔形目鯔科的其中一種，分布於亞洲俄羅斯遠東地區、朝鮮半島、中國海域，體長可達80公分，棲息在沿岸海域、河口，可做為食用魚及養殖魚。

## 擴展閱讀
維基物種上的相關：蘇伊鯔